# Nati nel 1915/Ottobre
| Questa pagina contiene informazioni ricavate automaticamente dalle voci biografiche con l'ausilio del template Bio e di un bot. L'aggiornamento è periodico e automatico e ricostruisce completamente la pagina. Se manca una persona in questa lista, sei pregato di non aggiungerla, ma accertati piuttosto che la sua voce biografica contenga il template Bio e che i dati anagrafici siano correttamente compilati. Se il template Bio manca, inseriscilo tu stesso o, in alternativa, metti l'avviso {{tmp\|Bio}} che ne segnala la mancanza. Se i dati riportati sono sbagliati, correggi direttamente la voce biografica; le modifiche saranno visibili in questa lista entro pochi giorni. Per chiarimenti vedi il progetto biografie. La lista contiene solo le 113 persone che sono citate nell'enciclopedia e per le quali è stato implementato correttamente il template Bio. Pagina aggiornata al 2 lug 2025. |

- 1º ottobre - Ralph Bishop, cestista e allenatore di pallacanestro statunitense († 1974)
- 1º ottobre - Jerome Bruner, psicologo statunitense († 2016)
- 1º ottobre - Andrea Notarachille, militare italiano († 1936)
- 1º ottobre - Giuliano Pajetta, politico, antifascista e partigiano italiano († 1988)
- 3 ottobre - Ray Stark, produttore cinematografico statunitense († 2004)
- 3 ottobre - Mario Volpato, matematico italiano († 2000)
- 5 ottobre - Blanchette Brunoy, attrice francese († 2005)
- 5 ottobre - Josef Diefenthal, militare tedesco († 2001)
- 5 ottobre - Hugh Trefusis Brassey, ufficiale inglese († 1990)
- 6 ottobre - Alfred Blake, ufficiale e politico britannico († 2013)
- 6 ottobre - Neus Català i Pallejà, attivista spagnola († 2019)
- 6 ottobre - Humberto Sousa Medeiros, cardinale e arcivescovo cattolico portoghese († 1983)
- 7 ottobre - Margarita Aliger, poetessa russa († 1992)
- 7 ottobre - Walter Keane, imprenditore e truffatore statunitense († 2000)
- 7 ottobre - Mario Pretto, calciatore e allenatore di calcio italiano († 1984)
- 7 ottobre - Charles Templeton, fumettista, politico e giornalista canadese († 2001)
- 8 ottobre - Enzo Assenza, scultore, pittore e ceramista italiano († 1981)
- 8 ottobre - Aldo Crudo, scrittore e sceneggiatore italiano († 1985)
- 8 ottobre - Nicolas Hommel, diplomatico lussemburghese († 2001)
- 9 ottobre - Henner Henkel, tennista tedesco († 1943)
- 9 ottobre - John Rodgers, vescovo cattolico e missionario neozelandese († 1997)
- 10 ottobre - Turgut Atakol, cestista, arbitro di pallacanestro e dirigente sportivo turco († 1988)
- 10 ottobre - Arthur Bernard, calciatore lussemburghese († 1984)
- 10 ottobre - Angelo Bonaiti, politico italiano († 1985)
- 10 ottobre - Harry Edison, trombettista statunitense († 1999)
- 10 ottobre - Jean Gottmann, geografo francese († 1994)
- 10 ottobre - Ullrich Haupt, attore tedesco († 1991)
- 10 ottobre - Helmut Polensky, pilota automobilistico tedesco († 2011)
- 11 ottobre - Victor Cosson, ciclista su strada, pistard e ciclocrossista francese († 2009)
- 12 ottobre - Albert Depreitre, ciclista su strada belga († 2008)
- 12 ottobre - Inge Heijbroek, hockeista su prato olandese († 1956)
- 12 ottobre - Carlo Marenco di Moriondo, militare e marinaio italiano († 1941)
- 12 ottobre - Jakov Savel'evič Vinogradov, militare sovietico († 1944)
- 13 ottobre - Arthur Burks, matematico statunitense († 2008)
- 13 ottobre - Terry Frost, pittore inglese († 2003)
- 13 ottobre - Sof'ja Nikolaevna Golovkina, ballerina e coreografa russa († 2004)
- 13 ottobre - Albert Ritserveldt, ciclista su strada belga († 2002)
- 13 ottobre - Otello Trombetta, calciatore italiano († 1999)
- 14 ottobre - Loris Francesco Capovilla, cardinale e arcivescovo cattolico italiano († 2016)
- 14 ottobre - Loras Joseph Watters, vescovo cattolico statunitense († 2009)
- 15 ottobre - Giorgio Compiani, militare e aviatore italiano († 1942)
- 15 ottobre - Trieste Del Grosso, scultore, militare e partigiano italiano († 1943)
- 15 ottobre - Yitzhak Shamir, politico israeliano († 2012)
- 16 ottobre - Stjepan Steiner, cardiologo e militare croato († 2006)
- 17 ottobre - Arthur Miller, drammaturgo, scrittore e giornalista statunitense († 2005)
- 18 ottobre - Guido Fassò, giurista e filosofo italiano († 1974)
- 18 ottobre - Grande Otelo, attore e cantante brasiliano († 1993)
- 18 ottobre - Domenico Paolella, regista e sceneggiatore italiano († 2002)
- 18 ottobre - Victor Sen Yung, attore statunitense († 1980)
- 19 ottobre - Vittorio Ottaviani, vescovo cattolico italiano († 1998)
- 19 ottobre - Kiril Simonovski, allenatore di calcio e calciatore jugoslavo († 1984)
- 19 ottobre - Muhammad Husayn al-Dhahabi, docente e politico egiziano († 1977)
- 20 ottobre - Beppe Serafini, pittore italiano († 1987)
- 21 ottobre - Owen Bradley, produttore discografico statunitense († 1998)
- 21 ottobre - Ferdinando Corbella, fumettista italiano († 1995)
- 21 ottobre - Omero Gargano, attore italiano († 2015)
- 21 ottobre - Francis Josse, fumettista e illustratore francese († 1991)
- 21 ottobre - Adele Palmer, costumista statunitense († 2008)
- 21 ottobre - Giovanni Scher, canottiere italiano († 1992)
- 22 ottobre - Jules Bigot, calciatore e allenatore di calcio francese († 2007)
- 22 ottobre - Jean Despeaux, pugile francese († 1989)
- 22 ottobre - Jack Lummus, militare statunitense († 1945)
- 22 ottobre - Charles Tannen, attore statunitense († 1980)
- 23 ottobre - Vincenzo Barra, politico italiano († 1992)
- 23 ottobre - Vic Buckingham, calciatore e allenatore di calcio inglese († 1995)
- 23 ottobre - Salvatore Fiume, pittore, illustratore e scrittore italiano († 1997)
- 23 ottobre - Jack Frendo Azzopardi, pallanuotista maltese († 1981)
- 23 ottobre - Simo Puupponen, scrittore e giornalista finlandese († 1967)
- 23 ottobre - Giuseppe Rimbotti, militare, partigiano e giornalista italiano († 2000)
- 24 ottobre - Amerigo Gomez, giornalista e regista radiofonico italiano († 1964)
- 24 ottobre - Bob Kane, fumettista e pittore statunitense († 1998)
- 24 ottobre - Boyd Morgan, attore e stuntman statunitense († 1988)
- 24 ottobre - Oreste Piccioni, fisico italiano († 2002)
- 24 ottobre - Claudio Vacca, calciatore e allenatore di calcio argentino († 1995)
- 25 ottobre - Fausto Beccalossi, militare italiano († 1938)
- 25 ottobre - Dogen Handa, giocatore di go giapponese († 1974)
- 25 ottobre - Giulio Seniga, politico e partigiano italiano († 1999)
- 26 ottobre - Gioacchino Attaguile, politico italiano († 1994)
- 26 ottobre - Ray Crawford, pilota automobilistico statunitense († 1996)
- 26 ottobre - Joe Fry, pilota automobilistico britannico († 1950)
- 26 ottobre - Francesco Mander, direttore d'orchestra e compositore italiano († 2004)
- 26 ottobre - Mario Schierano, arcivescovo cattolico italiano († 1990)
- 26 ottobre - Felice Soldini, calciatore svizzero († 1971)
- 27 ottobre - Diana Bandini Rogliani, italiana († 2006)
- 27 ottobre - Giuseppe Cesaro, calciatore italiano
- 27 ottobre - Bernard Gagnebin, giurista, letterato e storico svizzero († 1998)
- 27 ottobre - Corrie Laddé, nuotatrice olandese († 1996)
- 27 ottobre - Nikolaj Ljukšinov, allenatore di calcio e calciatore sovietico († 2010)
- 27 ottobre - Giuseppe Milesi, pittore italiano († 2001)
- 27 ottobre - Harry Saltzman, produttore cinematografico canadese († 1994)
- 27 ottobre - Vittorio Sanipoli, attore e doppiatore italiano († 1992)
- 28 ottobre - Michele Griffa, militare italiano († 1936)
- 28 ottobre - Karl Lange, tedesco
- 28 ottobre - Gábor Pogány, direttore della fotografia ungherese († 1999)
- 28 ottobre - Giuseppe Sgariglia, militare italiano († 1942)
- 28 ottobre - Václav Svatoň, calciatore cecoslovacco († 1982)
- 29 ottobre - Aurelio De Felice, scultore italiano († 1996)
- 29 ottobre - Milt Fankhouser, pilota automobilistico statunitense († 1970)
- 29 ottobre - Umile Francesco Peluso, politico italiano († 2013)
- 29 ottobre - Juozas Žukas, cestista e tennista lituano († 1981)
- 30 ottobre - Ben Carnevale, cestista e allenatore di pallacanestro statunitense († 2008)
- 30 ottobre - Tito Centi, presbitero e filosofo italiano († 2011)
- 30 ottobre - Maria Ewel, scultrice tedesca († 1988)
- 30 ottobre - Robert Monroe, scrittore statunitense († 1995)
- 30 ottobre - Jane Randolph, attrice statunitense († 2009)
- 30 ottobre - Enrico Vinci, dirigente sportivo italiano († 2002)
- 31 ottobre - João Cruz, calciatore portoghese († 1981)
- 31 ottobre - Alfredo Curti, regista, produttore cinematografico e scrittore italiano († 1996)
- 31 ottobre - Raffaele Giudice, generale italiano († 1994)
- 31 ottobre - František Hájek, cestista e allenatore di pallacanestro cecoslovacco († 2001)
- 31 ottobre - Erich Hänel, calciatore tedesco († 2003)
- 31 ottobre - Vittoria Nenni, antifascista italiana († 1943)
- 31 ottobre - Clem Ruh, cestista statunitense († 1973)